# Московські ворота (станція метро)
59°53′30.51″ пн. ш. 30°19′4.37″ сх. д. / 59.8918083° пн. ш. 30.3178806° сх. д.
Московські ворота (рос. Московские ворота) — станція Московсько-Петроградської лінії Петербурзького метрополітену, розташована між станціями «Фрунзенська» і «Електросила».
Станція відкрита 29 квітня 1961 у складі ділянки «Парк Перемоги»-«Технологічний інститут». Найменування отримала по розташуванню в безпосередній близькості від площі Московських Воріт, на якій розташований архітектурний пам'ятник Московські Тріумфальні ворота.

## Технічна характеристика
Конструкція станції — пілонна трисклепінна з укороченим центральним залом (глибина закладення — 35 м). Похилий хід тристрічковий, починається з південного торця станції.

## Вестибюлі і пересадки
Наземний вестибюль вбудований в будівлю ІНЖЕКОНу. Вихід у місто на Московський проспект, площу Московські Ворота, до Ліговського проспекту, Ташкентської та Чернігівської вулиць.

## Оздоблення
Дизайн інтер'єру простий і оригінальний — в оздоблені станції застосовано незвичайний червоно-коричневий мармур. Пілони, розширюються догори тільки з боку середнього залу, прикрашені вертикальними металевими ребрами, що контрастує з білими склепіннями і світлим мармуром підлоги. Колійні стіни облицьовані білим кахлем  Наприкінці центрального залу розташовано скульптурний твір, що складається зі зброї, обладунків, рушниць, мечів, аналогічний встановленим на Московських Тріумфальних Воротах.

## Ресурси Інтернету
- «Московські ворота» на офіційному сайті Петербурзького метрополітену [Архівовано 16 липня 2011 у Wayback Machine.](рос.)
- «Московські ворота» на metro.vpeterburge.ru [Архівовано 26 лютого 2014 у Wayback Machine.](рос.)
- «Московські ворота» на ometro.net(рос.)
- «Московські ворота» на metro.nwd.ru [Архівовано 4 березня 2016 у Wayback Machine.](рос.)
- Санкт-Петербург. Петроград. Ленінград: Енциклопедичний довідник. «Московські ворота»(рос.)